# São José do Hortêncio
São José do Hortêncio é um município brasileiro do estado do Rio Grande do Sul. Localiza-se na região intermediária de Porto Alegre e na região imediata de Novo Hamburgo-São Leopoldo.

## História
Inicialmente, a localidade era povoada por indígenas açorianos, e logo depois vieram os imigrantes alemães. Em 1828, com a chegada das imigrações alemãs ao Rio Grande do Sul, a região foi largamente povoada por alemães. Devido a isso, a cultura alemã e o idioma hunsriqueano preservam-se até hoje no município.
Durante sua história, a cidade já teve outros nomes, como Picada do Rio Cadeia, Picada Hortêncio, e enfim São José do Hortêncio, quando foi tornado distrito de São Sebastião do Caí.
A agricultura do município é baseada na cultura de frutas cítricas, hortaliças, milho, silvicultura e aipim. Também possui relevância na criação de animais para consumo.
Para o abastecimento do comércio, haviam barcos que cruzavam o rio para entregar suprimentos, até que em 1931 foi construída uma ponte no Arroio Bonito, larga o suficiente para comportar carroças. Uma das primeiras indústrias da cidade foi criada por Ervino Petry, sapateiro que em 1953 abriu o Curtume e Calçados Arlede, que perdura até hoje como Curtume Sulino, uma das principais indústrias da cidade.
Em 1986 surgiu o movimento pela emancipação, consolidado com o plebiscito ocorrido em 1987, que no dia 29 de abril de 1988 tornou a cidade de São José do Hortêncio emancipada de São Sebastião do Caí. A maior festa do município é a Festa Municipal do Aipim, que ocorre desde 1989.

## Geografia
O território atual do município é de 63,709 km², sendo 4,14 km² urbanizados, com 4.551 habitantes segundo estimativas de 2024. Situa-se a 66 km da capital Porto Alegre. Os principais acessos são pela RS 874, que liga o município até São Sebastião do Caí, e via estrada direta até Lindolfo Collor e Ivoti.
Situa-se na região intermediária de Porto Alegre e na região imediata de Novo Hamburgo-São Leopoldo. Localizada na latitude 29º31'40" sul e na longitude 51º15'03" oeste, São José do Hortêncio está a uma altitude de 100 metros.

## Demografia
Segundo o Censo 2022, dos 4.447 habitantes do município naquele ano, 2.254 se declararam homens, e 2.193 mulheres. Se declararam brancos 4.134 habitantes, 47 se declararam pretos e 261 se declararam pardos. Nenhum habitante se declarou indígena ou amarelo. No Censo 2010, 3.364 pessoas se declararam católicas apostólicas romanas, 715 se declararam evangélicas, sete de outras vertentes do cristianismo, três sem religião, três da umbanda e candomblé e dois da Igreja Messiânica Mundial.

## Educação
O município possui uma taxa de escolarização dos 6 aos 14 anos de 99,5%, com 447 matrículas no ensino fundamental, em quatro estabelecimentos de ensino, com 37 docentes. Já o ensino médio conta com 113 alunos matriculados em um estabelecimento de ensino com 13 docentes.